# Hubert Lachowicz
Hubert Lachowicz – polski leśnik, doktor habilitowany nauk rolniczych, profesor w Szkole Głównej Gospodarstwa Wiejskiego w Warszawie, specjalista od użytkowania lasu.

## Kariera naukowa
W 2008 roku na Wydziale Leśnym Szkoły Głównej Gospodarstwa Wiejskiego w Warszawie uzyskał stopień doktora nauk rolniczych w zakresie leśnictwa na podstawie rozprawy pt. Zmienność jakości technicznej drewna brzozy brodawkowatej /Betula pendula Roth./ w północno-wschodniej Polsce, której promotorem był Piotr Paschalis-Jakubowicz. W 2011 roku został zatrudniony na tejże uczelni, a w 2016 roku uzyskał na jej Wydziale Leśnym stopień doktora habilitowanego nauk rolniczych w dyscyplinie leśnictwa na podstawie pracy pt. Wieloczynnikowa analiza zmienności wybranych właściwości strukturalnych, fizycznych i mechanicznych drewna brzozy brodawkowatej (Betula pendula Roth.).